# Ceprano
Ceprano é uma comuna italiana da região do Lácio, província de Frosinone, com cerca de 8.641 habitantes. Estende-se por uma área de 37 km², tendo uma densidade populacional de 234 hab/km². Faz fronteira com Arce, Castro dei Volsci, Falvaterra, Pofi, Ripi, San Giovanni Incarico, Strangolagalli.

## Demografia
| Variação demográfica do município entre 1861 e 2011                               |
|                                                                                   |
| Fonte: Istituto Nazionale di Statistica (ISTAT) - Elaboração gráfica da Wikipedia |